# Aleksandar Luković
Aleksandar Luković (født 23. oktober 1982 i Kraljevo, Jugoslavien) er en serbisk tidligere fodboldspiller, der spillede som forsvarsspiller. Han repræsenterede blandt andet FC Zenit i Rusland, Røde Stjerne i hjemlandet samt italienske Udinese.

## Landshold
Luković nåede desuden at spill 28 kampe for Serbiens landshold, som han debuterede for den 15. august 2005 i et opgør mod Polen. Han var en del af den serbiske trup til VM i 2010.